# Dell'Arcano del Mare
Dell’Arcano del Mare — это морская энциклопедия XVII века изданная сэром Робертом Дадли. Её шестая часть включает морской атлас всего мира, который является первым подобным печатным изданием, первым, сделанным англичанином, и первым атласом, в котором используется проекция Меркатора. Работа была впервые опубликована на итальянском языке во Флоренции в 1645 и 1646 годах в трех томах фолио.
Среди прочего, энциклопедия примечательна тем, что включает предложение о строительстве военно-морского флота пяти рангов (размеров), которое разработал и описал Дадли. Он был переиздан во Флоренции в виде двухтомного фолианта в 1661 году без карт первого издания.

## Содержание

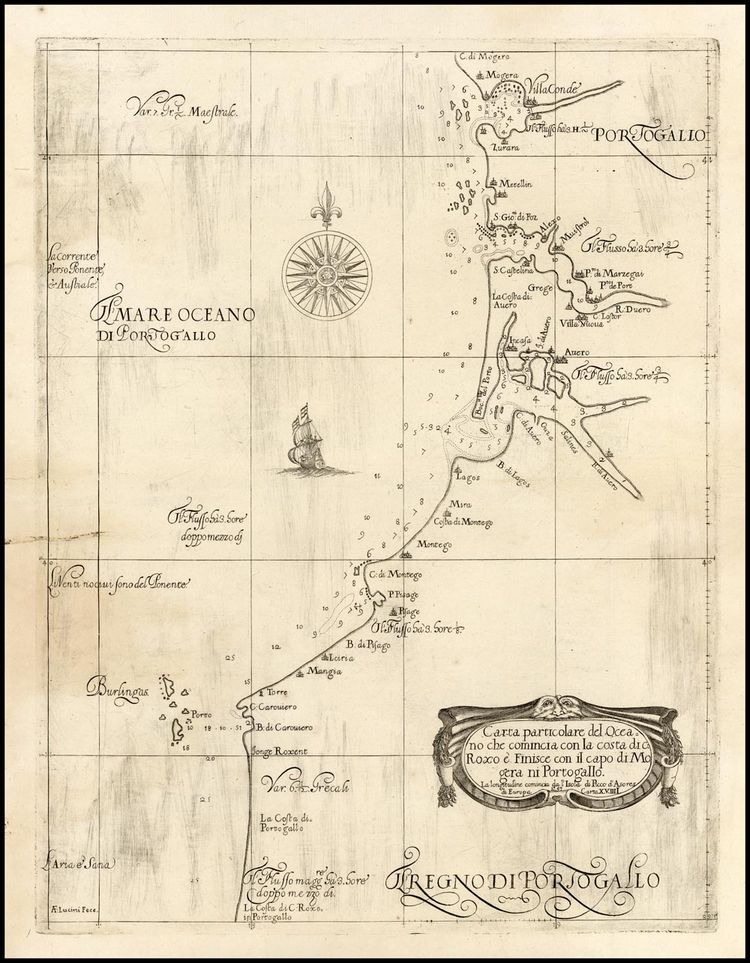
Dell'Arcano del Mare: карта Португалии (Флоренция, 1646 г.)

Делл’Аркано-дель-Маре: карта Португалии (Флоренция, 1646 г.)
Работа, состоящая из шести частей, охватывала навигацию, судостроение и астрономию и включала 130 карт в двух томах (№ 2 и 6). В отличие от подавляющего большинства его современников, все карты Дадли принадлежат ему самому и не были скопированы у других картографов. У них мгновенно узнаваемый стиль, более близкий к рукописным картам-портоланам до XVII века, чем к богато украшенным картам Меркатора, Хондиуса и Блау.

## Стиль
Характерный барочный стиль диаграмм Дадли частично определён элегантным стилем автора гравюр Антонио Франческо Лучини.
Его картография — это раннее использование проекции Меркатора.